# Google Föld
A Google Föld (eredetileg: Google Earth) ingyenes számítógépes program, amely  virtuális földgömbként használható. A Föld háromdimenziós modelljére mértékhelyes műholdképek, légi felvételek és térinformatikai adatok vannak vetítve. A programban a Föld minden részéről leolvashatók a földrajzi koordináták, és az adott pont magassága. A felhasználók által kiválasztott, elkészített és beküldött épületekről 3D modelleket is tartalmaz. Lehetőség van a Google Föld internetes közösség által beküldött szöveges információk és fényképek megjelenítésére (ezek általában valamilyen szempontból érdekes helyekre hívják fel a figyelmet).

## Megjelenítés
A programban kiválaszthatók a megjelenítendő információk, például:
- turisztikai vagy más nevezetességek
- közlekedési információk (például utak, vasutak, repülőterek)
- határok
- üzletek
- Wikipédia szócikkek (a Geographic Web menüpont alatt választható - ahol létezik, ott a magyar szócikk jelenik meg)
- vallási helyek
- vulkánok

A programot eredetileg a Keyhole cég fejlesztette ki, majd 2004-ben megvásárolta a Google. A program MacOS Tiger, Linux (2006. június 12-étől), illetve Microsoft Windows 2000 és Windows XP operációs rendszeren fut.
A Google Föld fizetős verziói 2009-ben megszűntek, majd 2015 februárjában a Pro verzió is ingyenes lett.
A felhasználók saját készítésű, valamely helyet vagy a helyre jellemző tárgyat ábrázoló fényképet a Panoramio.com oldalon tölthetnek fel.

## Repülőszimulátor
A Google Föld 4.2-es verziójától fogva megjelenik a repülőszimulátor funkció. Két gépet vezethetünk, egy F-16-ost vagy egy Cirrus SR22-t. Bárhonnan fel tudunk szállni, és szintén bárhol (nem csak repülőtéren) landolni.
A használható billentyűk leírása itt található meg.

## Égbolt üzemmód (Sky mode)
A 2007. augusztus 22-én kiadott 4.2-es verzióban már nem csak lefelé, a Földre tekinthetünk, hanem fel, az ég felé is. A beépített égbolt eszköz bolygók, csillagok és egyéb csillagászati objektumok képeit a baltimore-i Space Telescope Science Institute együttműködésével szolgáltatja.

## A Wikipédia és a Panoramio fotók integrációja
2006 decemberében a Google Föld szolgáltatási között „Geographic Web” néven új réteget adtak hozzá, mely a Wikipédia és a Panoramio szolgáltatásait teszi közvetlenül elérhetővé. A földrajzi helyhez köthető Wikipédia cikkekben a földrajzi koordináták sablonok segítségével megadhatók. Ha a Wikipédia vagy Panoramio réteget bekapcsoljuk, akkor az aktuális nézetben aktív színes pontok, illetve a Wikipédia szócikkei egy-egy W betűnél jelennek meg a hivatkozott koordinátákon. Ha bármely ilyen pontot kiválasztjuk, akkor a vonatkozó Wikipédia vagy Panoramio bejegyzés megjelenik közvetlenül a Google Földben. (2007. május 30-án a Google bejelentette a Panoramio megvásárlásának szándékát.)

## Újítások 2009 februárjában
A Google Földdel újabban 3D-ben kutathatjuk az óceánokat, bolyonghatunk a Marson, ráadásul mindezt akár magyarul. A többi húsz új szolgáltatás közé tartozik, hogy National Geographic-os földrajzi kvízt játszhatunk, vagy a híres tengerkutató, Jacques-Yves Cousteau eddig soha nem látott filmjei közül válogathatunk. Ezenkívül megtalálhatjuk többek közt a szörfözésre legalkalmasabb területeket, a legjobb merülőhelyeket, sőt megnézhetjük a már felfedezett hajóroncsok pontos helyeit. Az időszalag segítségével egy adott hely műholdas képei között válogathatunk több évre visszamenőleg, továbbá a Föld és Mars között is válthatunk nézetet, valamint lehetőség nyílik az égbolt fürkészésére is.

## Lásd még
- Celestia
- Földrajztudomány